# Morne Baguidi
Le morne Baguidi est un sommet d'origine volcanique situé sur la commune des Anses-d'Arlet en Martinique.
Le chemin de randonnée reliant Les Anses-d'Arlet à Grande Anse et menant à la pointe Lézarde, longe le morne.

## Géographie
Le morne Baguidi forme le cap Salomon.

## Protection environnementale
La zone est une aire protégée de catégorie IV, aire de gestion des habitats ou des espèces, depuis 1994.
La commune des Anses-d'Arlet a aménagé, avec le Conservatoire du littoral, un parcours sous-marin où la navigation est interdite ainsi que le chemin par le morne Baguidi, qui y mène. Des bouées thématiques expliquent les différents milieux et les espèces que l'on peut rencontrer.